# 貓☆戀！ ～貓神與貓耳的惡作劇～
《貓☆戀！～貓神與貓耳的惡作劇～》是Whirlpool在2010年4月30日發售的戀愛冒險類型成人遊戲，並有廣播劇CD、小說等衍生作品。

## 故事
描述將拆遷遠野神社因為連接神界的通道祠被遠野司的青梅竹馬龍堂美咲父親的車破壞而出現2位貓神後故事。

## 登場人物
遠野司
男主角。遠野神社管理者。學生會副會長。與2位貓神同居。為了解除貓神對龍堂美咲下的詛咒而奔走。
龍堂美咲（聲：木村あやか）
龍堂不動產公司社長龍堂剛毅獨生女。遠野司的青梅竹馬。學生会長。因為其父親龍堂剛毅的公司房地產開發項目，導致遠野神社面臨拆遷。為了保護父親反而被下詛咒而長出貓耳朵。
桐生陽南（聲：雪都さお梨）
貓神。朔夜的姊姊。和主角很熟。常常打扮成貓。因為無法回到神界而與遠野神社管理者遠野司同居。喜愛人類世界的食物。
（聲：有栖川みや美）
遠野神社的巫女。遠野司的義妹。學生會成員。愛貓人士。
古清水怜（聲：櫻川未央）
自古名門望族小清水家的女兒。
桐生朔夜
貓神。陽南的妹妹。因為得知龍堂剛毅是破壞神社的人物而想對他施加詛咒。因為無法回到神界而與遠野神社管理者遠野司同居。看重自己保護神社的使命。

## 評價
《貓☆戀！～貓神與貓耳的惡作劇～》在日本美少女游戏与动画相关商品销售网站Getchu.com的2010年4月销量榜上排名第4名。

## 外部連結
- 官方网站（日語）